# Bruna Surfergirl – Geschichte einer Sex-Bloggerin
Bruna Surfergirl – Geschichte einer Sex-Bloggerin (Originaltitel: Bruna Surfistinha, deutscher Alternativtitel: Geständnisse eines brasilianischen Callgirls) ist ein brasilianisches Erotikdrama aus dem Jahr 2011 von Marcus Baldini, der auch für die Produktion zuständig war. In der titelgebenden Hauptrolle ist Deborah Secco zu sehen. Es handelt sich um eine Verfilmung der Biografie Das süsse Gift des Skorpions. Mein Leben als brasilianische Sexgöttin von Bruna Surfistinha aus dem Jahr 2007.

## Handlung
Raquel Pacheco wurde einst von einer Familie der oberen Mittelschicht adoptiert. Mit 17 Jahren rebelliert sie gegen das Familienleben und verlässt ihr zu Hause, um in São Paulo zu studieren. Aufgrund fehlenden Geldes verdient sie ihr Lebensunterhalt mit Prostitution. Später arbeitet sie erfolgreich als Callgirl. Nach kurzer Zeit in dieser Arbeit beschließt sie, einen Blog über ihre Erfahrungen in dem Gewerbe zu schreiben. Viele Freier behaupteten, sie sähe aus wie eine Surferin. Daher nahm sie den Namen „Surfergirl“ an.
Ihr Blog wird zu einer Sensation und steigt schnell zu den beliebtesten Blogs in Brasilien auf. Dank ihrer Berühmtheit, veränderte sich ihr Leben erheblich. Sie wird in Talkshows eingeladen, wo sie über ihr Leben berichtet. Allerdings erfährt sie auch rasch die Schattenseiten der neuen Bekanntheit. Mehr und mehr verliert sie sich in Eskapaden und wird Opfer ihrer Drogensucht.

## Hintergrund
Drehorte waren Paulínia und São Paulo. Der Film gilt als finanzieller Erfolg: Bei geschätzten Produktionskosten von gut 800.000 US-Dollar konnte der Film weltweit über 12 Mio. US-Dollar einspielen. Auf dem Prêmio Contigo Cinema im Jahr 2011 wurde der Film zum besten Film gekürt und Deborah Secco wurde dank ihrer Leistungen im Film zur besten Schauspielerin gewählt. Im Folgejahr gewann sie diesen Titel auch auf dem Grande Prêmio do Cinema Brasileiro. Zusätzlich gewann Drica Moraes den Titel der besten Nebendarstellerin, außerdem gewann der Film die Auszeichnung für das beste Drehbuch.

## Rezeption
„Handwerklich solide Verfilmung eines autobiographischen Bestsellers über den Alltag einer Prostituierten, die sich um einen differenzierten Blick auf das Milieu bemüht, letztlich aber wenig tief schürft. Sehr freizügig in den Sexszenen, die in ihrer Häufigkeit durch das Sujet nur bedingt gerechtfertigt sind.“